# Намтяк
Намтяк (вьет. Nậm Chạc) — община в уезде Батсат, провинция Лаокай, Вьетнам. Эта высокогорная община находится на границе с Китаем. Площадь общины — 49,9 км², население — 2270 человек.

## Административный состав
Община Намтяк состоит из 11 деревень.

## Экономика
Основой экономики является сельское хозяйство. Из более чем 600 домохозяйств 90 % выращивают бананы, также имеет успех эксперимент по высадке китайских сортов манго. Благодаря активной модернизации сельского хозяйства доход на душу населения увеличился с 16 млн донгов в 2018 г. до 33,5 млн донгов в 2020 г., доля бедных домохозяйств снизилась до 22,8 %.